# Михайловська сільська рада (Курманаєвський район)
Миха́йловська сільська рада (рос. Михайловский сельский совет) — сільське поселення у складі Курманаєвського району Оренбурзької області Росії.
Адміністративний центр — село Михайловка.

## Населення
Населення — 842 особи (2019; 883 в 2010, 951 у 2002).

## Склад
До складу сільської ради входять:
| Населений пункт  | Населення, осіб (2002) | Населення, осіб (2010) |
| ---------------- | ---------------------- | ---------------------- |
| Кретовка, село   | 187                    | 172                    |
| Михайловка, село | 767                    | 711                    |